# Gubernia piotrkowska
Gubernia piotrkowska (ros. Петроковская губерния) – gubernia Królestwa Polskiego ze stolicą w Piotrkowie Trybunalskim.
Gubernia piotrkowska została utworzona w 1867 i funkcjonowała do wkroczenia wojsk niemieckich i austriackich podczas I wojny światowej.

## Podział administracyjny
Gubernia przez cały okres swojego istnienia, podzielona była na 8 ujezdów.
| Lp. | Ujezd         | Stolica ujezdu | Powierzchnia, wiorsta² | Liczba ludności w 1897 roku |
| --- | ------------- | -------------- | ---------------------- | --------------------------- |
| 1   | Będziński     | Będzin         | 1200,6                 | 244 433                     |
| 2   | Brzeziński    | Brzeziny       | 981,6                  | 99 625                      |
| 3   | Łaski         | Łask           | 1232,7                 | 117 685                     |
| 4   | Łódzki        | Łódź           | 825,1                  | 430 305                     |
| 5   | Noworadomski  | Noworadomsk    | 1856,8                 | 129 839                     |
| 6   | Piotrkowski   | Piotrków       | 1834,3                 | 153 687                     |
| 7   | Rawski        | Rawa           | 1141,4                 | 69 573                      |
| 8   | Częstochowski | Częstochowa    | 1690,9                 | 158 754                     |

## Gubernatorzy[3]
- 1 stycznia/12 stycznia 1867 – 14 lutego/26 lutego 1884 – gen. Iwan Kachanow (1821–1909)
- 16 lutego/28 lutego 1884 – 5 lutego/17 lutego 1887 – Nikołaj Zinowjew (1839–1917)
- 5 lutego/17 lutego 1887 – 12 marca/24 marca 1887 – vacat
- 12 marca/24 marca 1887 – 21 lutego/5 marca 1890 – gen.-lejt. Aleksandr Komarow (1826–1890)
- 21 lutego/5 marca 1890 – 10 października/22 października 1904 – płk Konstantin Miller (1836–1904)
- 10 października/22 października 1904 – 13 stycznia/25 stycznia 1906 – Michaił Arcimowicz (1859–1915)
- 13 stycznia/25 stycznia 1906 – 22 marca/3 kwietnia 1910 – Anton von Essen (1863–1919)
- 22 marca/3 kwietnia 1910 – 28 lutego/12 marca 1911 – vacat
- 28 lutego/12 marca 1911– 23 lutego/7 marca 1917 – Michaił Jaczewski (1865–po 1921)

## Wicegubernatorzy[4]
- 1 stycznia/12 stycznia 1867 – 4 lutego/16 lutego 1872 – Władimir Priewłocki (1819–1874)
- 10 marca/22 marca 1872 – 10 listopada/22 listopada 1883 – mjr Roman Essen (Reinhold von Essen) (1836–1895)
- 24 listopada/6 grudnia 1883 – 6 czerwca/18 czerwca 1885 – Władimir Tchorżewski (1841–1905)
- 6 czerwca/18 czerwca 1885 – 4 lipca/16 lipca 1885 – Aleksandr Sołncew (1833–1885)
- 4 lipca/16 lipca 1885 – 26 lutego/10 marca 1891 – Iwan Podgorodnikow (1840–1911)
- 26 lutego/10 marca 1891 – 16 stycznia/28 stycznia 1892 – vacat
- 16 stycznia/28 stycznia 1892 – 3 grudnia/15 grudnia 1892 – Matwiej Michalewicz (1845–1908)
- 3 grudnia/15 grudnia 1892 – 1 lipca/13 lipca 1899 – Boris Ozieriow (1853–1914)
- 21 lipca/2 sierpnia 1899 – 20 września/2 października 1902 – Aleksander von Lüders-Weymarn (1856–1914)
- 23 października/4 listopada 1902 – 24 września/6 października 1905 – płk Iwan Reinhardt (1864–1914)
- 24 września/6 października 1905–marzec 1917 – gen.-mjr Fiodor Fortwengler (1862–?)

## Wzmianki z r. 1887
Gubernia obejmowała ujezdy (powiaty) bardzo uprzemysłowione, m.in. będziński, częstochowski, noworadomski czy łódzki.
Słownik geograficzny Królestwa Polskiego zawiera hasło o guberni:
„Piotrkowska gubernia utworzona została w 1867 r. z części dawnych guberni: warszawskiej, kaliskiej i kieleckiej. Na obszarze Królestwa Polskiego stanowi ona długi, lecz wąski pas, ciągnący się od płn.-wschodu ku płd.-zach., między gubernią kaliską od zachodu a radomską i kielecką od wschodu.”
W książce „Rys geografii Królestwa Polskiego” z 1887 roku odnajdujemy następujący opis guberni piotrkowskiej:

„Gubernia Piotrkowska graniczy od północy z gub. Warszawską i Kaliską; od zachodu z gub. Kaliską (rz. Warta); od południo-zachodu – ze Szlązkiem; od wschodu z gub. Kielecką i Radomską (rz. Pilica). Dzieli się na 8 powiatów a mianowicie: Piotrkowski, Rawski, Brzeziński, Łódzki, Łaski, Częstochowski, Nowo-Radomski, Będziński. Położenie guberni, szczególniej w części północnej, jest płaskie, w południowych dopiero powiatach: Częstochowskim i Będzińskim, występują wzgórza, jak np. w okolicy Częstochowy i Olsztyna. Grunta niezbyt urodzajne szczególniej w Rawskiem, o czem świadzczy także przysłowie, które mówi, że tam:
Las – to leszczyna,
Wróbel – to zwierzyna
Ryby – to karaski,
A grunt pszenny – piaski.
I rzeczywiście, najwięcej jest gruntów piaszczystych szczególniej w powiatach: Piotrkowskim, Nowo-Radomskim, Brzezińskim, Rawskim; grunta znowu gliniaste ciągną się pobrzeżem Pilicy, a także po linii równoległej do kierunku drogi żelaznej, począwszy od Piotrkowa do Koluszek; ztąd przyjmują kierunek północno-zachodni i dochodzą do Zgierza (pow. Łódzki). O ile jednak przemysł rolniczy nie mógł znaleźć odpowiednich okoliczności dla swojego rozwoju, o tyle za to przemysł stoi w gub. Piotrkowskiej najwyżej ze wszystkich gubernij Królestwa Polskiego. Szczególniej nim się odznacza miasto Łódź. W całej guberni przeważa przemysł bawełniany i wełniany. Ludność gub. Piotrkowskiej ma 837,928 mk., czyli na 1 milę, przy obszarze 222,5 m., wypada 3316,5. Fabryk posiada najwięcej z całego Królestwa, bo aż 12,976 (zaliczono tu wszakże piekarnie, których jest w gub. 490); robotników w nich jest 60,516, a wartość produkcyi wynosi 76,592,459 rs. Lasy przetrzebione, jednak zajmują jeszcze przestrzeń blizko 50 mil. Gubernia Piotrkowska ma dosyć udogodnioną komunikacyę. Przez sam środek guberni przechodzi droga żel Warszawsko-Wiedeńska przez powiaty: Brzeziński, Piotrkowski, Nowo-Radomski, Częstochowski i Będziński. Przez powiaty Brzeziński i Łódzki (do Łodzi) dochodzi odnoga drogi Warszawsko-Wiedeńskiej pod nazwiskiem drogi Farbyczno-Łódzkiej. – od stacyi Koluszki. Nareszcie przez powiat Brzeziński przechodzi gałąź drogi żel. Iwanogrodzko-Dąbrowskiej od Bzina (gub. Radomska, pow. Konecki) do Koluszek. Wody gub. Piotrkowskiej spływają głównie do dwu rzek: Pilicy i Warty. Te jednak pod względem komunikacyi wielkiej przysługi nie oddają, gdyż Pilica jest spławna dopiero od Sulejowa a Warta w granicach gub. Piotrkowskie wcale nie spławna.”

### Miasta

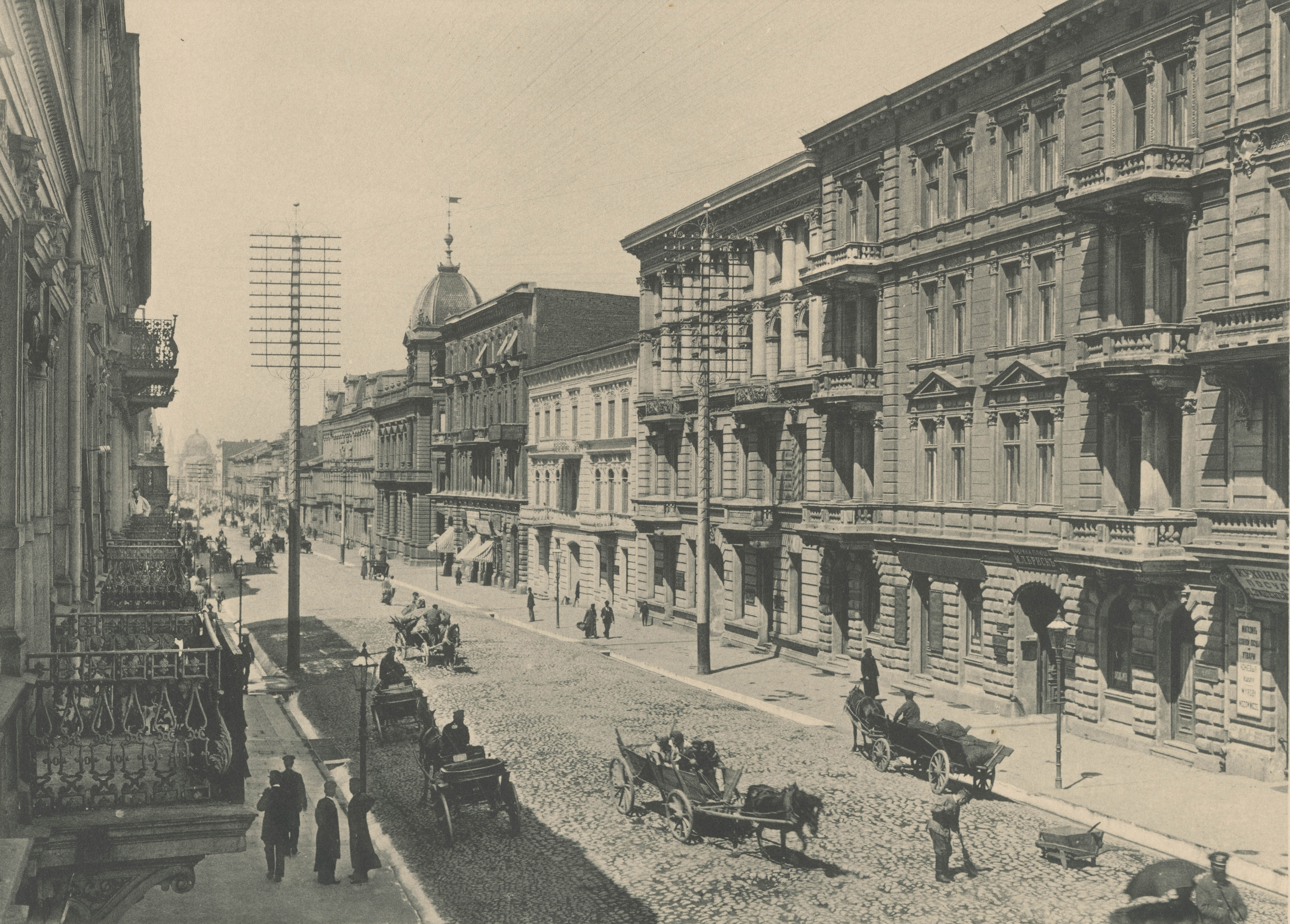
Ulica Piotrkowska w Łodzi, ok. 1896 r.

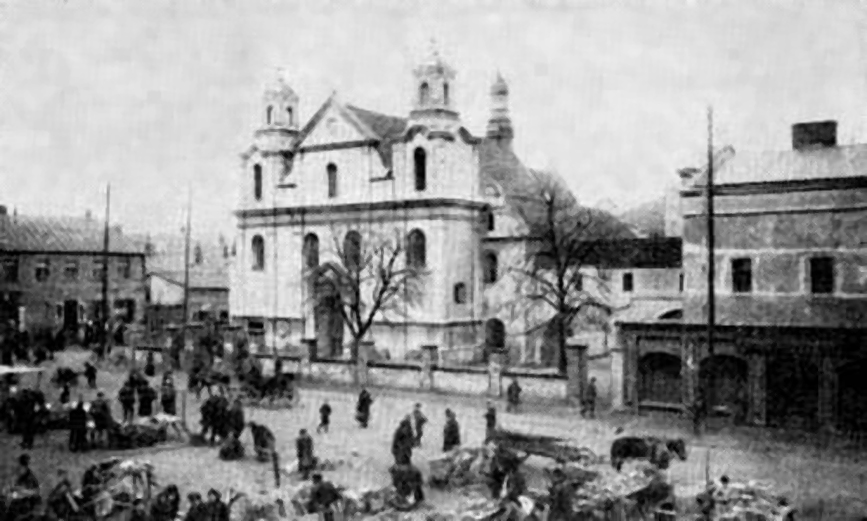
Nowy Rynek w Częstochowie, przełom XIX i XX wieku

Lista miast guberni na podstawie danych z carskiego spisu powszechnego z 1897 roku:
|     | miasto       | populacja |
| --- | ------------ | --------- |
| 1.  | Łódź         | 314 020   |
| 2.  | Częstochowa  | 45 045    |
| 3.  | Piotrków     | 31 182    |
| 4.  | Pabianice    | 26 765    |
| 5.  | Będzin       | 23 757    |
| 6.  | Tomaszów     | 21 005    |
| 7.  | Zgierz       | 19 108    |
| 8.  | Nowo-Radomsk | 12 392    |
| 9.  | Brzeziny     | 7 648     |
| 10. | Rawa         | 6 412     |
| 11. | Łask         | 4 229     |